# Papierfabrik Sacrau
Papierfabrik Sacrau, Zakrzowskie Zakłady Wyrobów Papierniczych – zakłady produkujące papier i opakowania istniejące od połowy XIX wieku do 1952 roku.

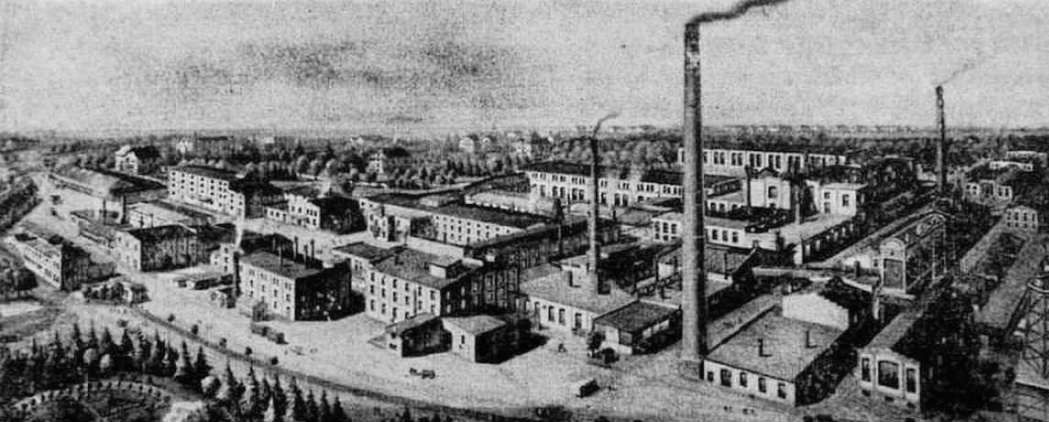
Widok na zakłady w 1900 roku

## Historia
W pierwszej połowie XIX wieku na terenie wsi Zakrzów (niem. Sacrau), Hartmann, właściciel młyna wodnego o średniowiecznym jeszcze rodowodzie na rzece Dobra, otworzył mały zakład produkujący papier czerpany. W roku 1851 przedstawiciel znanej wrocławskiej rodziny księgarzy, Heinrich von Korn nabył ów młyn. W roku 1853 powstała firma Bock & Korn. Wspólnikiem Korna był Johannes Andreas Bock. Rok 1858 był przełomowym rokiem zarówno dla papierni jak i dla miejscowości Zakrzów, zaczęło się bowiem przekształcanie młyna papierniczego w pierwsze zakrzowskie przedsiębiorstwo przemysłowe. Zainstalowano liczne maszyny wiele z nich napędzano przy wykorzystaniu nurtu rzeki Dobra, płynącej podziemnymi tunelami pod wieloma budynkami papierni. Papiernia stała się największą wytwórnią papieru na Dolnym Śląsku, zatrudniała 120 pracowników, a jej sztandarowym produkcją było wytwarzanie tapet. W 1869 r. zamontowano drugą maszynę papierniczą. W roku 1893 ze spółki ustąpił Max Bock, a Heinrich von Korn został jej jedynym właścicielem. Dnia 9 lutego 1893 roku powstała firma Paperfabrik Sacrau GmbH. W 1907 roku firmę odziedziczył Richard Bergmann von Korn, wnuk Heinricha.
Światowy kryzys gospodarczy z 1929 roku okazał się początkiem końca papierni, w wyniku stracenia płynności finansowej rodzina von Korn straciła wpływy na losy zakładu i podupadłą już fabrykę przejęła firma Ewalda Schoellera.
W latach 1939–1945 na terenie zakładu istniał podobóz pracy przymusowej.
W wyniku działań wojennych w 1945 roku i działalności wojsk radzieckich w fabryce nastąpiły znaczne zniszczenia. Sowieci wywieźli prawie całe wyposażenie młyna, linii produkcji surowego papieru, produkcji tapet i drukarni. W roku 1946 rozpoczęły działalność Wrocławskie Zakłady Wyrobów Papierowych - Fabryka Kartonażu Zakrzów. W roku 1952 firma została przeniesiona do Chojnowa, a budynki po zlikwidowanej papierni zakrzowskiej przejęły Zakłady Metalowe Zakrzów, dzisiejszy Polar S.A.